# Tapolca

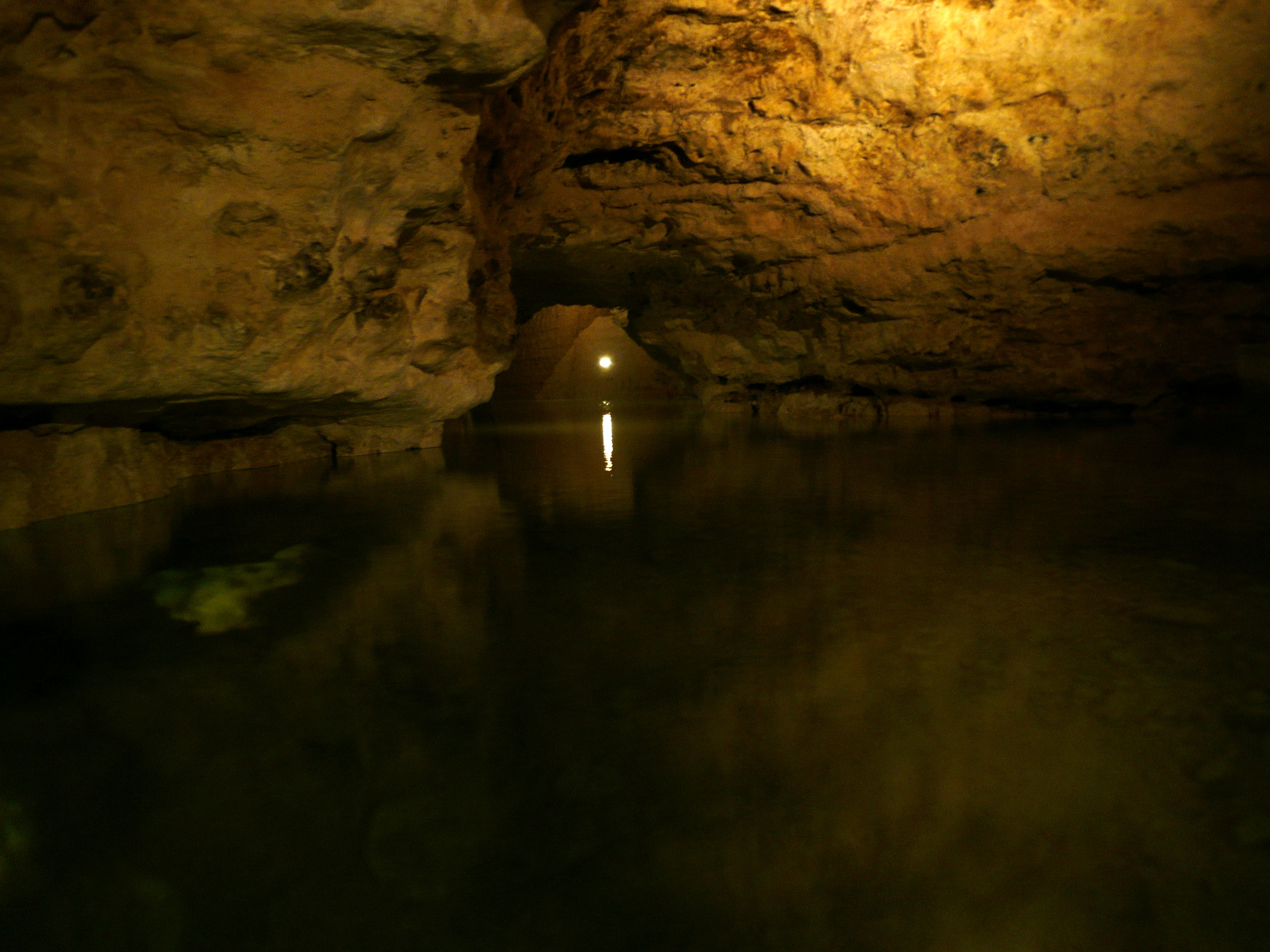
Höhlensee

Tapolca [ˈtɒpoltsɒ] (deutsch  Toppoltz) ist eine ungarische Kleinstadt mit knapp 16.000 Einwohnern (Stand 2011) nördlich des Plattensees (Balaton). Seit dem 10. Jahrhundert gehört Tapolca zu Ungarn. Nach dem Zweiten Weltkrieg entwickelte sich die Stadt zu einem Industriezentrum der Region. Verschiedene Bodenschätze wurden und werden in der Gegend abgebaut.

## Sehenswürdigkeiten
- In der Innenstadt gelegener unterirdischer Höhlensee, per Ruderboot befahrbar
- Parkanlage um den Mühlenteich
- Ruinengarten am Mühlenteich
- Batsányi-Museum am Marktplatz

## Verkehr
Tapolca liegt an den Eisenbahnstrecken nach Székesfehérvár, Balatonszentgyörgy und Ukk.

## Motorsport
Mit dem Nyirádi Motorsport Centrum gibt es in einer ehemaligen Bauxitgrube in Nyirád, nicht weit von Tapolca entfernt, eine Rennstrecke, auf der zwischen 2006 und 2013 u. a. jährlich ein Lauf zur FIA Rallycross-Europameisterschaft ausgetragen wurde.

## Söhne und Töchter der Stadt, Persönlichkeiten Tapolcas
- Michael Friedrich von Althann (1680–1734), hatte ein Benefizium in Tapolca
- János Batsányi (1763–1845), Dichter
- Joseph Kaplan (1902–1991), Geophysiker
- Alice Wolfe (1905–1983), austroamerikanische Kunsthistorikerin
- László Marton (1925–2008), Bildhauer
- József Csermák (1932–2001), Hammerwerfer
- László Varga (* 1956), römisch-katholischer Bischof von Kaposvár
- Gyöngyi Szalay-Horváth (1968–2017), Degenfechterin und sechsfache Weltmeisterin
- Ildikó Mádl (* 1969), Schachspielerin
- Nikoletta Lakos (* 1978), Schachspielerin
- Szabolcs Huszti (* 1983), Fußballspieler, spielte als Jugendlicher bei Tapolca Bauxit
- András Rédli (* 1983), Fechter
- Gergő Kis (* 1988), Schwimmer
- Sarolta Kovács (* 1991), Pentathletin

## Galerie

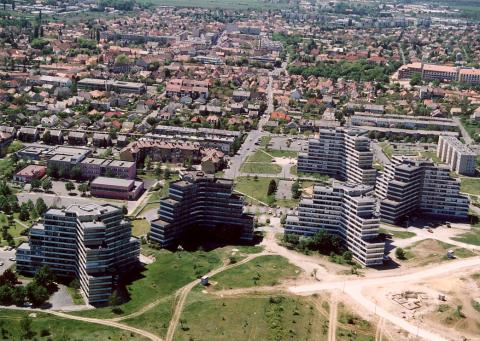
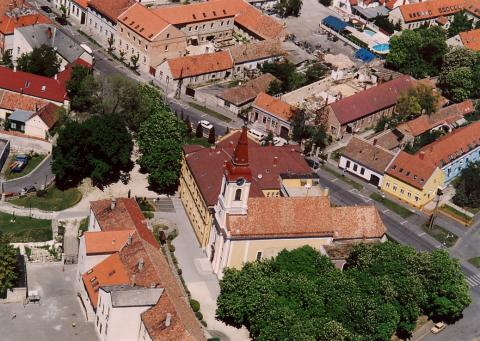
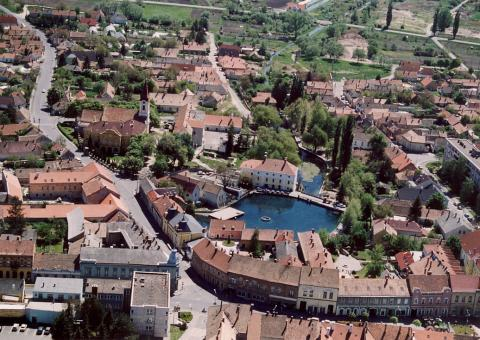
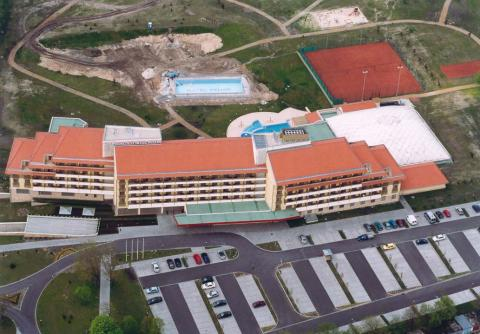
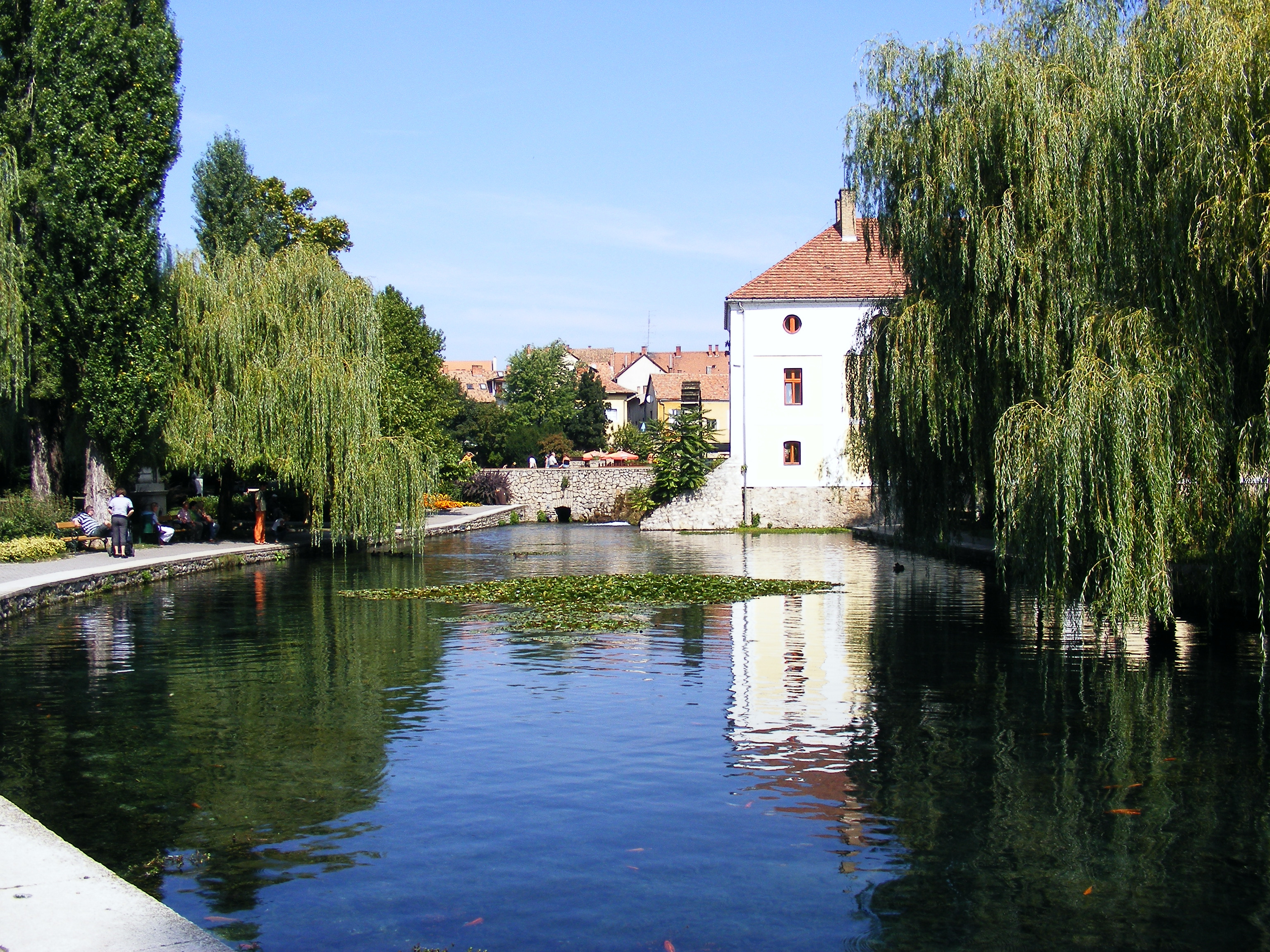

## Partnerstädte
- Bjelovar, Kroatien
- Ružinov, Slowakei
- Este, Italien
- Lempäälä, Finnland
- Stadthagen, Deutschland
- Zabola, Rumänien